# UFC 195
UFC 195: Lawler vs. Condit — событие организации смешанных боевых искусств Ultimate Fighting Championship, которое прошло 2 января 2016 года на спортивной арене MGM Grand в городе Лас-Вегас, штат Невада, США.

## Положение до турнира

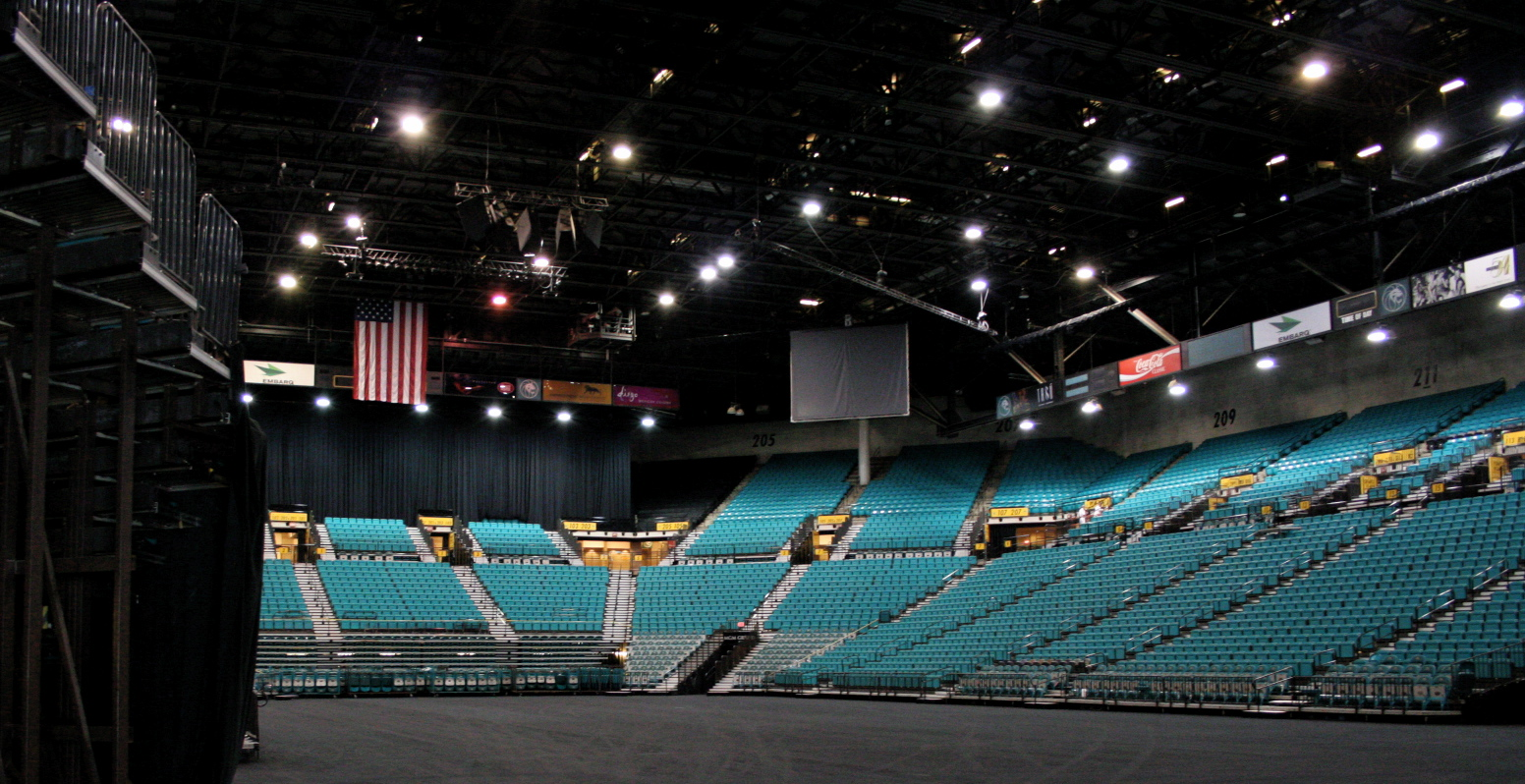
MGM Grand Garden Arena

Изначально бой за титул чемпионки UFC в женском легчайшем весе между Рондой Раузи и Холли Холм должен был пройти на UFC 195, а бой за титул чемпиона UFC в полусреднем весе между Робби Лоулером и Карлосом Кондитом на UFC 193. Однако после травмы пальца у Лоулера, бой между Раузи и Холм был перенесён на UFC 193, а Лоулер и Кондит на UFC 195, как главное событие.
Этот титульный бой прошел весьма в наколенной обстановке, но досрочно закончить бой никто не смог, бой дошел до решений судей. Однако с решением судей многие бы поспорили, в том числе и Дана Уайт. После боя Дана Уайт сказал, что он посчитал 3-2 по раундам в пользу Карлоса Кондита, и не только он. Решение судей вызвало расстройство и недовольство со стороны зрителей UFC 195 и болельщиков Карлоса Кондита. « Система подсчета оценок ММА не удовлетворяет современным требованиям… Для оценки некоторых боев она может подойти, но в большинстве случаев, нет, потому что, допустим, один парень с трудом выигрывает раунд, очень, очень близкий раунд. А в следующем раунде другой парень показывает абсолютно доминирующее выступление- этой крупный раунд в его пользу. Но раунд который он выиграл, оценивают точно так, как и первый раунд.»- сказал Карлос после боя.
Бой в полусреднем весе между Эдгаром Гарсия и Шелдоном Уэсткоттом должен был пройти на UFC Fight Night: Namajunas vs. VanZant, однако был перенесён на UFC 195.
Бой между легковесами Дастином Пуарье и Джозефом Даффи был запланирован как главное событие на UFC Fight Night: Holohan vs. Smolka, однако Даффи снялся за неделю до боя в связи с сотрясением мозга. Позже бой был перенесён на UFC 195.
Был запланирован бой между Нилом Маньи и Стивеном Томпсоном, однако Нила Маньи перенесли на The Ultimate Fighter Latin America 2 Finale, где он дрался против Келвина Гастелума. А Томпсона на UFC 196, где он будет драться с Джони Хендриксом.
Рассел Доун должен был драться против Митинори Танака, однако Доуна сняли с боя по неизвестным причинам, заменять его будет Джо Сото.
Эрик Кох должен был драться с Дрю Добером, однако выбыл из боя по причине травмы, заменит его Скотт Гольцман.
Келвин Гастелум выбыл из боя против Кайла Ноука из-за травмы запястья. Его заменит дебютант UFC Алекс Мороно.

## Бои
| Категория                            |                  |      |                   | Способ                                     | Раунд | Время |
| Основные бои                         |                  |      |                   |                                            |       |       |
| Полусредний веc                      | Робби Лоулер (ч) | поб. | Карлос Кондит     | Раздельное решение (47-48, 48-47, 48-47)   | 5     | 5:00  |
| Тяжёлый веc                          | Стипе Миочич     | поб. | Андрей Орловский  | Технический нокаут (удары)                 | 1     | 0:54  |
| Полусредний вес                      | Альберт Туменов  | поб. | Лоренз Ларкин     | Раздельное решение (29-28, 28-29, 29-28)   | 3     | 5:00  |
| Полулёгкий вес                       | Брайан Ортега    | поб. | Диегу Брандан     | Удушающий приём (треугольник)              | 3     | 1:37  |
| Лёгкий вес                           | Абель Трухильо   | поб. | Тони Симс         | Удушающий приём (гильотина)                | 1     | 3:18  |
| Предварительные бои (Fox Sports 1)   |                  |      |                   |                                            |       |       |
| Легчайший вес                        | Майкл Макдональд | поб. | Масанори Канэхара | Удушающий приём (сзади)                    | 2     | 2:09  |
| Полусредний вес                      | Алекс Мороно     | поб. | Кайл Ноук         | Раздельное решение (29-28, 27-30, 29-28)   | 3     | 5:00  |
| Женский минимальный вес              | Джастин Киш      | поб. | Нина Ансарофф     | Единогласное решение (29-28, 30-27, 30-27) | 3     | 5:00  |
| Лёгкий вес                           | Дрю Добер        | поб. | Скотт Гольцман    | Единогласное решение (29-28, 29-28, 29-28) | 3     | 5:00  |
| Предварительные бои (UFC Fight Pass) |                  |      |                   |                                            |       |       |
| Лёгкий вес                           | Дастин Пуарье    | поб. | Джозеф Даффи      | Единогласное решение (30-26, 30-27, 30-27) | 3     | 5:00  |
| Легчайший вес                        | Митинори Танака  | поб. | Джо Сото          | Раздельное решение (29-28, 28-29, 29-28)   | 3     | 5:00  |
| Полусредний вес                      | Шелдон Уэсткотт  | поб. | Эдгар Гарсия      | Технический нокаут (удары)                 | 1     | 3:12  |

## Награды
Следующие бойцы получили бонусные выплаты в размере $50 000:
- Лучший бой вечера: Робби Лоулер против Карлоса Кондита

- Выступление вечера: Стипе Миочич и Майкл Макдональд